# New Albany (Kansas)
|  | Dieser Artikel wurde aufgrund von inhaltlichen Mängeln auf der Qualitätssicherungsseite des Projektes USA eingetragen. Hilf mit, die Qualität dieses Artikels auf ein akzeptables Niveau zu bringen, und beteilige dich an der Diskussion! Eine nähere Beschreibung der zu behebenden Mängel fehlt. |

New Albany ist eine Gemeinde im Wilson County, im Süden des US-Bundesstaates Kansas. Im Jahr 2000 hatte New Albany 73 Einwohner, von denen 30 Haushalte und 23 Familien sind. Im Jahr 2010 waren es noch 56 Einwohner. Das U.S. Census Bureau hat bei der Volkszählung 2020 eine Einwohnerzahl von 57 ermittelt.
New Albany hat eine Fläche von 0,6 km² und eine Bevölkerungsdichte von 95 Einwohner je km².